# Trigger (Studio)
Trigger Inc. (japanisch 株式会社トリガー Kabushiki kaisha Torigā), auch bekannt als Studio Trigger, ist ein japanisches Animationsstudio, das im August 2011 von den früheren Gainax-Mitarbeitern Hiroyuki Imaishi und Masahiko Ōtsuka gegründet wurde.

## Geschichte
Trigger wurde am 22. August 2011 kurz nach ihrem Weggang von Gainax von Hiroyuki Imaishi und Masahiko Ōtsuka gegründet. Der Name sowie die offizielle Webseite wurden im Oktober 2011 enthüllt. Während man bei verschiedenen Serien assistierte, veröffentlichte Trigger den Kurzfilm Little Witch Academia, und entwickelte die erste eigene Original-Anime-Serie, Kill la Kill, welche von Oktober 2013 bis März 2014 erschien. Am 8. Juli 2013 startete Trigger eine Crowdfunding-Kampagne auf der Plattform Kickstarter, bei welcher Geld für eine zweite Umsetzung von Little Witch Academia gesammelt werden sollte. Die Kampagne war mit $ 150,000 in unter 5 Stunden erfolgreich, am Ende wurden $ 625,518 erreicht. Am 9. Oktober 2015 erschien mit Little Witch Academia: The Enchanted Parade der zweite Kurzfilm.
Trigger ist, zusammen mit Sanzigen und Ordet sowie Liden Films, Teil der Holding-Gesellschaft Ultra Super Pictures.
Im Juli 2018, startete Trigger eine Crowdfunding-Kampagne auf der Plattform Patreon.
In Kooperation mit CD Projekt Red veröffentlichte Trigger im September 2022 den Original Net Anime Cyberpunk: Edgerunners, der auf der Vorlage des RPGs Cyberpunk 2077 basiert.

## Produktionen
Folgende Werke wurden von Trigger animiert unter Ausnahme der Produktionen, bei denen es Subkontraktor war:
- 2013: Kill la Kill (Fernsehserie)
- 2013: Little Witch Academia (Kurzfilm)
- 2015: Little Witch Academia: Mahō Jikake no Parade (Kurzfilm)
- 2015: Ninja Slayer: From Animation (Fernsehserie)
- 2016: Kiznaiver (Fernsehserie)
- 2016: Space Patrol Luluco (Fernsehserie)
- 2017: Little Witch Academia (Fernsehserie)
- 2018: Darling in the Franxx (Fernsehserie)

Aufträge in anderen Bereichen waren unter anderem:
| Titel                                  | Jahr | Art               | Auftraggeber            | Rolle                                 | Referenz      |
| -------------------------------------- | ---- | ----------------- | ----------------------- | ------------------------------------- | ------------- |
| Yonhyakunijuu Renpai Girl              | 2013 | Light novel       | Enterbrain              | Werbe Video Produktion                | [ 11 ]        |
| Hacka Doll                             | 2014 | Nachrichten App   | DeNA                    | Werbe Video Produktion (2 PVs)        | [ 12 ]        |
| Bishoujo Mobage: Mobami-chan           | 2014 | Mobile Game Reihe | DeNA                    | Werbe Video Produktion                | [ 13 ]        |
| Fire Emblem Fates                      | 2014 | Videospiel        | Nintendo                | Live2D Illustrationen                 | [ 14 ] [ 15 ] |
| Hyoketsu                               | 2016 | Werbung           | Kirin                   | Werbefilm                             | [ 16 ]        |
| Little Witch Academia: Chamber of Time | 2016 | Videospiel        | Bandai Namco            | Zwischensequenz Animations Produktion | [ 17 ]        |
| Indivisible                            | 2019 | Videospiel        | Lab Zero                | Opening animation                     | [ 19 ]        |
| Shantae 5                              | 2019 | Videospiel        | WayForward Technologies | Opening animation                     | [ 20 ]        |
| Omega Strikers                         | 2023 | Videospiel        | Odyssey Interactive     | Opening animation                     | [ 21 ]        |